# Lady Keystone Open
O Lady Keystone Open foi um torneio de golfe que fazia parte da versão feminina do circuito PGA, a LPGA, disputado entre 1975 e 1994 em três campos diferentes no centro-sul do estado norte-americano da Pensilvânia, principalmente no Hershey Country Club, na região Hershey do estado.

## Anfitriões do torneio
| Ano     | Local                                     | Cidade                     |
| ------- | ----------------------------------------- | -------------------------- |
| 1975–76 | Sportsman's Golf Course                   | Harrisburgo, Pensilvânia   |
| 1977    | Armitage Golf Club                        | Mechanicsburg, Pensilvânia |
| 1978–94 | Hershey Country Club (em direção a oeste) | Hershey, Pensilvânia       |

## Vencedoras
- 1994 Elaine Crosby
- 1993 Val Skinner
- 1992 Danielle Ammaccapane
- 1991 Colleen Walker
- 1990 Cathy Gerring
- 1989 Laura Davies
- 1988 Shirley Furlong
- 1987 Ayako Okamoto
- 1986 Juli Inkster
- 1985 Juli Inkster
- 1984 Amy Alcott
- 1983 Jan Stephenson
- 1982 Jan Stephenson
- 1981 JoAnne Carner
- 1980 JoAnne Carner
- 1979 Nancy Lopez
- 1978 Pat Bradley
- 1977 Sandra Spuzich
- 1976 Susie Berning
- 1975 Susie Berning (competição transmitida via satélite)